# Stone Cold Steve Austin
Steve Austin (nascut amb el nom de Steven Anderson i més tard canviat a Steven Williams (18 de desembre de 1964 -), més conegut simplement com a Steve Austin o "Stone Cold" Steve Austin, és un ex-lluitador professional i actor estatunidenc, que va treballar a l'empresa World Wrestling Entertainment (WWE) des del 1989 al 2003. Austin, al llarg de la seva carrera va aconseguir ser campió de la WWE diverses vegades.